# Romeo Niram
Romeo Niram (n. 1974, București, România) este un pictor de origine evreiască, născut în România; locuiește și lucreaza în prezent în Spania. Pe lângă activitatea artistică, este implicat în mai multe proiecte culturale de promovare a valorilor românești și de crearea de legături artistice și culturale între România, Israel, Spania și Portugalia. Este fondatorul mai multor publicații de artă și cultură românească în afara țării.

## Biografie
În timpul liceului, a frecventat atelierul de pictură al Maestrului Corneliu Baba.
În 1992, și-a inceput studiile ca student al Secției de Pictură a Academiei de Arte Frumoase din  București. În timpul studenției, a avut expoziții de pictură la București, Istanbul și în Germania. A locuit pentru scurte perioade de timp în Turcia și în Germania, pentru realizarea unor lucrări de pictură murală.
Din  2001, s-a mutat în Portugalia, unde a avut numeroase expoziții individuale și a continuat lucrările de pictură murală și, apoi, în Spania.

## Activitatea artistică
Printre cele mai importante picturi ale sale se numără cele cuprinse în seria "Eseu despre Luciditate", din 2006 și ciclurile "Brâncuși E=mc2" (care reprezintă o apropiere între Constantin Brâncuși și Albert Einstein) și "Diario - Mircea Eliade - Ensayo" din 2007. A avut expoziții personale în România, Germania, Spania, Portugalia, Turcia.
În 2009, viziunea artistică inedită propusă în ciclul “Brâncuși E=mc2”,  în special corelația dintre sculptura lui Constantin Brâncuși și fizica lui Albert Einstein, a fost dezbătută la Tel Aviv, Israel, în cadrul mesei rotunde intitulate “Artă și fizică”, organizată de Asociația Culturală și Artistică "New Vision".
În 2009, Romeo Niram a devenit primul străin membru al Gărzii Reales Tercios din Spania. Reales Tercios  este un corp de elită, cu o îndelungată tradiție, fiind  creat în sec. al XVI-lea,  și aparține de Ministerul de Interne. În luna mai 2009, la invitația Gărzii Reales Tercios, a oferit un tablou Prințului de Asturias, moștenitorul Coroanei Spaniole, cu ocazia aniversarii a 5 ani de la căsătorie. Denumit Poarta Sărutului din Asturias, tabloul este un portret al cuplului princiar: Prințul Felipe de Bourbon și Prințesa Letizia Ortiz,  în care pictorul și-a continuat seria de manifestări artistice legate de admirația sa pentru opera lui Constantin Brâncuși. Rama, de aproape 3 metri, a fost realizată de un alt artist român din Spania, Bogdan Ater Arhivat în 11 iulie 2009, la Wayback Machine., și reprezintă “Poarta Sărutului” de Constantin Brâncuși. Tabloul este o îmbinare a celor două culturi, cea românească și cea spaniolă, artistul folosind și elemente din opera lui Salvador Dali.
În Noiembrie 2008, criticul de artă Prof. Dr. Begoña Fernández Cabaleiro a prezentat teza  “Mircea Eliade, religión y vida, pasión y paz en la pintura de Romeo Niram”,   în cadrul Congresului Internațional de Istorie a Artei “Imagen y apariencia”, organizat de Universitatea din Murcia, Spania.
Articole despre picturile sale au apărut în peste 70 de ziare si reviste din România, Israel, Spania, Germania, Portugalia, Canada, Australia (“Almiar Margen Cero”, “Vigometropolitano”, “Raices”, “Carta de Sefarad”, “Alef”, “IPL Noticias”, "Cultura", "Adevărul Cultural și artistic", "Timpul", "Lumea Magazin", "Ziua", "Cuvântul liber", “Agero”, "Origini românești", "Român în lume", "Observatorul din Toronto", etc.) și a avut mai multe apariții televizive în Portugalia (SIC, RTP2) și în România (Tvr Internațional, ProTV Internațional, Realitatea TV).

## Activitatea publicistică și culturală
În 2004, a fundat primul ziar de cultură românească din Portugalia, Diaspora Româna și Moldavă,  un ziar de cultură, bilingv, destinat atât românilor cât și portughezilor. Lansarea a avut loc la Institutul Camões, primul număr fiind dedicat lui Mihai Eminescu, următorul lui Nicolae Iorga, conținând printre altele Luceafărul tradus în portugheză, eseuri, traduceri, articole legate de marii oameni de cultură români. Pentru contribuția sa la dezvoltarea relatiilor culturale luso-române este menționat în "Dicționarul Tematic al Lusofoniei" (Texto Editores, Lisabona, 2005, pagina 848). În 2005, a fundat publicația La Ortodoxia Latina.
În 2005, a fundat revista Niram Art Arhivat în 12 ianuarie 2012, la Wayback Machine., dedicată divulgării și promovării artei românești în contextul european. În 2006, revista a primit Premiul MAC Presă pentru cea mai bună publicație de artă din Portugalia, decernat de Mișcarea de Artă Contemporană din Portugalia.
În 2008, s-a inaugurat, în centrul capitalei Spaniei, primul Espacio Niram, local complex, care își propune să atraga publicul tânăr către arta contemporană, unde se organizează săptămânal concerte de Jazz, expoziții de artă, lansări de carte, seri de poezie și multe alte evenimente culturale.
În 2009, a fundat Editura Niram Art, la Madrid, care ofera anual premiile de artă si cultură Niram Art.
In anul 2009, Romeo Niram a primit Premiul MAC 2009 Dinamizare Culturală pentru eforturile depuse în promovarea culturală și artistică, oferit de Mișcarea de Artă Contemporană din Portugalia.